# Бакинский бойный голубь
Бакинский бойный голубь — порода голубей, выведенная голубеводами города Баку. В Азербайджане цвету и рисунку голубей большого внимания не уделяют, основными показателями достоинства голубей являются бой и продолжительность полёта. Летают они очень высоко — скрываются из поля зрения, хорошо выходят в «столб» и играют с боем (щелчками). К примеру черные бакинские бойные «тянут» высокий столб — высотой 10-15 метров, делая по 5-7 кувырков, и это не предел.

## Полет
По продолжительности полета бакинские голуби являются рекордсменами, от 2-12 часов с хорошей игрой (боем), в зависимости от силы боя, степени натренированности и специальных диет. Бой бывает разным: как ленточный (птица не прекращает горизонтального движения, кувыркаясь в воздухе при этом), так и столбовой, при котором птица поднимается вверху кувыркаясь с характерными щелчками. Голуби способны подниматься на достаточно большую высоту, часто скрываются из поля зрения, прекрасно ориентируются. Хорошо натренированный, чистокровный «бакинец» способен даже за несколько сотен километров найти свой дом. Существует мнение, что однажды астраханские голубеводы приобрели в Баку у опытного любителя партию голубей. Приехав домой, они начали выпускать птицу, которая через несколько дней была уже в Баку, в родной голубятне, несмотря на то, что расстояние по морю до Баку было около 500 км. За свои выдающиеся качества бакинские голуби объявлены национальным достоянием и гордостью республики Азербайджан. Их по праву можно назвать самой доступной и многочисленной породой бойных голубей.

## Содержание
Голуби очень неприхотливы к условиям содержания, крепко сидят на кладке и отлично выкармливают птенцов. В связи с этим, многие голубеводы используют их как кормилок.

## Стандарт на Бакинских бойных

### Происхождение
Как было сказано ранее, родиной данной породы является столица Азербайджана, город Баку.

### Общий вид
Голуби сильные, крепкого телосложения, средней величины (длина 38-40 см).

### Расовые признаки
- Голова: продолговатая, гладкая или с чубом, с округлым лбом, темя плоское прямоугольное
- Клюв: белый, тонкий, прямой, на конце слегка загнут
- Восковица: слабо развитая, белая, гладкая
- Шея: средней длины, с лёгким изгибом
- Спина: в плечах широкая, длинная, слегка спадающая к хвосту
- Корпус: удлинённый
- Крылья: длинные, плотно прижатые к корпусу, сходятся у конца хвоста. Концы крыльев лежат на хвосте
- Хвост: сомкнутый, состоит из 12-16 рулевых перьев
- Ноги: плотно оперённые короткими перьями, либо голоногие
- Пальцы: красные
- Когти: белые
- Оперение: плотное, густое, с блестящим фиолетовым отливом на шее и груди.
- Цвета: жёлтый, красный, чёрный, сизый, белый, мраморный. [1]

### Цвет и рисунок
Существует масса расцветок: от чисто-белых до бронзовых. Бывают полностью окрашенные — желтые, красные, черные, мраморные, сизые поясатые, рябые. Встречаются с окраской «шейка» — цветной хвост и полоска окрашенных перьев на шее (как у гривунов), бывают и пегой окраски — как свердловские. Очень красивы бронзовые — основной цвет пера латунный, с черными и красными беспорядочными вкраплениями. На родине породы внимания на окрас птицы не обращают, ведут по качеству игры и продолжительности лета. Однако, по летно-бойным качествам, то есть по продолжительности и высоте полета, включая бой с «выходом в столб» и переворотами — вне конкуренции белая птица. Это результат плодотворной и серьёзной работы, проведенной Бакинскими голубеводами на протяжении сотен лет.

### Варианты
Чубатые и бесчубые, существует «бровастая» разновидность.